# Kiblitz
Kiblitz ist eine Ortschaft und Katastralgemeinde der Marktgemeinde Ziersdorf in Niederösterreich.

## Geographie
Der Ort befindet sich in einem Talkessel südlich der Landesstraße L43 und wird vom Rohrbach entwässert.

## Geschichte
Erstmals erwähnt wurde der Ort Chubilizi, als um das Jahr 1140 eine Witwe ihr Landgut dem Stift Garsten vermachte. Die Grundherrschaft hatten im Jahr 1230 sowohl das Passauer Domkapitel als auch das Dominikanerkloster Retz inne. Nach den Reformen 1848/1849 konstituierte sich im Jahr 1850 der Ort Kiblitz zur selbständigen Gemeinde und war zunächst dem Amtsbezirk Ravelsbach und ab 1868 dem Bezirk Hollabrunn unterstellt. Laut Adressbuch von Österreich waren im Jahr 1938 in der Ortsgemeinde Kiblitz zwei Gastwirte, ein Gemischtwarenhändler, eine Milchgenossenschaft, ein Schmied und einige Landwirte ansässig. 1971 erfolgte der Zusammenschluss zur Großgemeinde Ziersdorf.

## Kultur und Sehenswürdigkeiten
- Zehenthof Kiblitz
- Katholische Filialkirche Kiblitz Unbefleckte Empfängnis